# Carlo Perinello
Carlo Perinello (født 13. februar 1877, død 6. januar 1942) er en italiensk musiker og komponist.
Perinello var elev på Leipzigs Konservatorium, fra 1904 lærer ved konservatorierne i Triest og Milano.
Han har komponeret en opera, symfoniske værker, kammermusik, kor- og klaverværker. Han har desuden skrevet en biografi om Verdi.